# رود ختا
رود ختا (روسی: Хета) یک رودخانه در سرزمین کراسنویارسک کشور روسیه است.